# Androzeugma subacuta
Androzeugma subacuta là một loài bướm đêm trong họ Geometridae.